# Gare de Berchem
Pour les articles homonymes, voir Gare de Berchem (homonymie).
La gare de Berchem est une gare ferroviaire luxembourgeoise de la ligne 6, de Luxembourg à Bettembourg, située à Berchem sur le territoire de la commune de Roeser, dans le canton d'Esch-sur-Alzette.
C'est une halte voyageurs de la Société nationale des chemins de fer luxembourgeois (CFL).

## Situation ferroviaire
Établie à 273 mètres d'altitude, la gare de Berchem est située au point kilométrique (PK) 9,125 de la ligne 6, de Luxembourg à Bettembourg, entre les gares ouvertes de Howald et de Bettembourg.
Peu après la gare (en direction de Luxembourg) on retrouve la bifurcation, origine de la ligne 4, de Berchem à Oetrange.

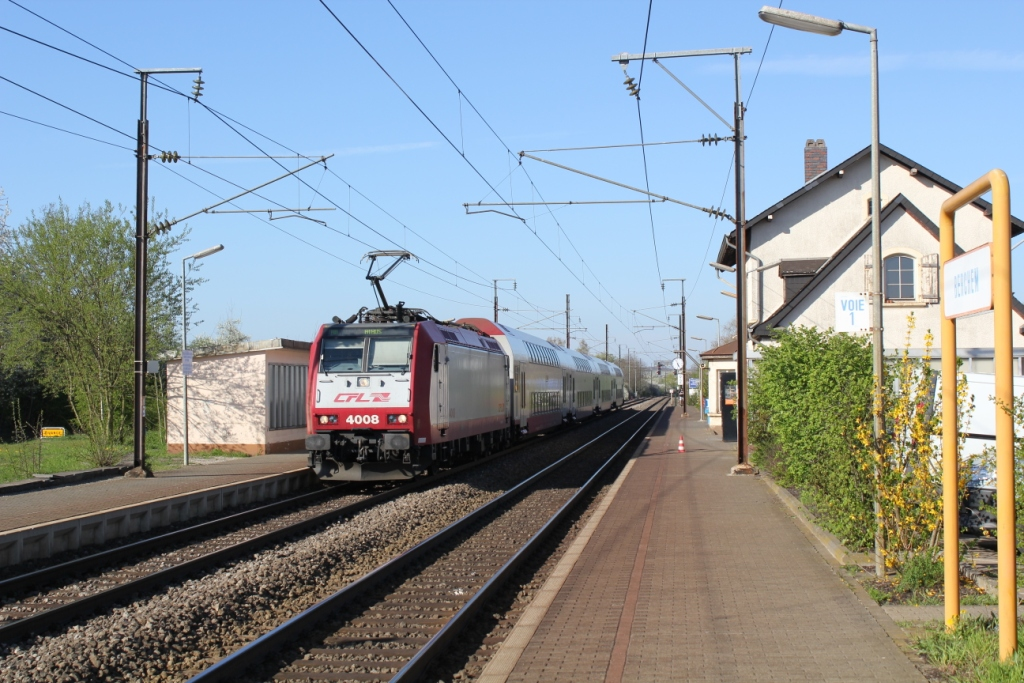
Train en gare en 2011.

## Histoire
La station de Berchem est mise en service par la Compagnie des chemins de fer de l'Est, l'exploitant des lignes de la Société royale grand-ducale des chemins de fer Guillaume-Luxembourg, lors de l'ouverture à l'exploitation la ligne de Luxembourg à Bettembourg et à la frontière française le 11 août 1859.
Le bâtiment voyageurs doit être démoli à l'été 2025, dans le cadre du projet de modernisation de la gare,.

## Service des voyageurs

### Accueil
Halte CFL, il s'agit d'un point d'arrêt non géré. Le passage d'un quai à l'autre se fait par un souterrain. La halte dispose d'un automate pour l'achat de titres de transport.

### Desserte
Berchem est desservie par des trains Regional-Express (RE) et Regionalbunn (RB) qui exécutent les relations suivantes, :
- Luxembourg - Rodange ;
- Troisvierges - Luxembourg - Rodange.

### Intermodalité
La gare est desservie à distance par la voie publique, à l'arrêt Bivange, Schoul situé à 400 m de marche par la voie publique, desservi par les lignes 512 et 513 du Régime général des transports routiers. L'arrêt Berchem, Gare routière bien que situé devant la gare, n'est desservi que par des lignes scolaires et par les navettes de substitution routière des CFL.
Un parc pour les vélos (16 places) et un parking pour les véhicules (167 places) y sont aménagés.